# Colibrí courenc
El colibrí courenc (Aglaeactis cupripennis) és una espècie d'ocell de la família dels troquílids (Trochilidae) que habita zones de matoll properes als Andes, a Colòmbia, Equador i el Perú.